# Lucifer Rising
A Lucifer diadala az Odaát című televíziós sorozat negyedik évadjának huszonkettedik epizódja.

## Cselekmény
1972-ben a marylandi Ilchester St. Mary nevű zárdájában Azazel lemészárol 8 apácát, és az egyik holttesten keresztül beszélgetni kezd urával, Luciferrel. A Sátán közli vele, keresnie és fel kell hatalmaznia egy gyermeket különleges képességgel, hogy az később képes legyen véghezvinni nekik a 66 pecsét feltörését, mely ha sikerül, Lucifer kiszabadul fogságából...
A verekedés után nem sokkal, Sam és Ruby még mindig Lilith nyomában vannak, ám míg megállnak pihenni, Samben felvetődik, hogy hiba volt elhagynia bátyját, noha Ruby azzal vigasztalja, a helyzet megoldása után biztosan kibékülnek. Ez idő alatt, a roncstelepen Bobby arról győzködi Deant, hívja fel öccsét, ám mikor ezt a fiú megtagadja, a férfi a képébe vágja, hogy ugyanolyan gyáva, mint egykor apja is volt, hiszen annak idején neki sem volt mersze Sam után menni. Dean végül megereszt egy üzenetet telefonon, melyben bocsánatot kér Samtől.
Sam és Ruby ellátogatnak egy kórházban, ahol egy Lilithhez közeli démon is tartózkodik -amely gyermekeket eszik-, elfogják, majd egy eldugott helyen vallatni kezdik, hol van Lilith. A szörnyeteg előbb-utóbb beismeri az utolsó pecsét feltörésének hollétét; a St. Mary zárdát, ám mikor Ruby tanácsára Sam nekiesne, hogy az ő vérével "töltse fel" magát, a démon váratlan dolgot tesz: előhozza a megszállt testben elnyomott ápolónőt, aki ezután könyörögni kezd fogva tartóinak, engedjék el.
Dean időközben egyik pillanatról a másikra egy hotelszobának kinéző helységben találja magát, mellett Zakariás és Castiel. Az angyalok elmondják neki, óvintézkedésként hozták ide, nehogy baja essen a végső összecsapása előtt. Ennek ellenére Dean el akar menni, hogy öccsével találkozzon, ám ezt Castiel nem engedi neki, Zakariás pedig nem sokkal később kénytelen bevallani neki az igazat: a Mennyben azt akarják, hogy az Apokalipszis bekövetkezzen és Lucifer felemelkedjen, ugyanis Dean feladata, hogy őt legyőzze, ám csak úgy jöhet el, ha Dean hagyja öccsének, hogy megölje Lilith-et, ezzel pedig megtörjön az utolsó pecsét, mely szerint meghal a legelső démon.
Samék a zárda előtt pár kilométerrel megállnak, és a fiú meghallgatja bátyjától kapott üzenetét, csakhogy azt megváltoztatták; ebben ugyanis Sam káromlása áll, melyet hallva, úgy dönt, megöli az ápolónőt, hogy vérével táplálva magát, képes legyen legyőzni Lilith-et. Dean hiába próbál újabb üzeneteket küldeni fivérének és kijutni a szobából, végül könyörögni kezd Castielnek, hogy juttassa ki innen, melybe az angyal bele is egyezik, ám közli, hogy ez következményekkel jár, méghozzá a Mennyiek vadászni fognak rájuk. Váratlanul megjelenik Zakariás, és kérdőre vonja Cast, mire az vérével a falra festett "angyalűző" jel segítségével elteleportálja felettesét, majd Deannel együtt a korábban megismert próféta, Chuck Shirley lakásába mennek. Itt Chuck elárulja nekik Sam hollétét, amikor is egy arkangyal kezd közeledni a szoba felé. Castiel még gyorsan a zárdába teleportálja Deant, ő maga pedig a helyiségben marad, hogy szembenézzen üldözőjével.
Érkezése után, Dean berohan a zárda kapuján, és szemtanúja lesz, amint Sam a falhoz ragadja Lilith-et, ám ekkor a fiú mellett álló Ruby bezárja Dean előtt az ajtót. Sam a hatalmas erejével kegyetlenül megöli ellenségét, ám mikor Lilith a földre zuhan, véréből egy ábra körvonala kezd kirajzolódni. Ruby ekkor nevetésbe kezd, és feltárja a fiú előtt; éppen most tört meg az utolsó pecsét, maga Lilith, ő maga pedig egész végig a Pokolt szolgálta, noha erről csak az éppen imént megölt démon tudott, Sam az erejét pedig valójában nem is a tőle kapott vértől szerezte, képessége már csecsemőkora óta benn lakozott. Dean ekkor beront az ajtón, és a démonölő tőrrel leszúrja a Sam által lefogott Ruby-t, végezve ezzel a démonlánnyal.
Csakhogy pillanatokkal később a kápolna rázkódni kezd, vakító fény áraszt el mindent, Lucifer pedig közeledni kezd...

## Természetfeletti lények

### Démonok
A démonokat a folklórban, mitológiában és a vallásban egyaránt olyan természetfeletti lényként, gonosz szellemként írják le, melyeket meg lehet idézni, és irányítani is lehet. Közeledtüket általában elektromos zavarok jelzik, maguk mögött pedig ként hagynak.

### Angyalok
Az angyalok Isten katonái, aki időtlen idők óta védelmezik az emberiséget. Eme teremtményeknek hatalmas szárnyaik vannak, emberekkel azonban csak emberi testen keresztül képesek kapcsolatba lépni, ugyanis puszta látványuk nemcsak az emberek, de még a természetfeletti lények szemét is kiégetik, hangjuk pedig fülsiketítő. Isteni képességük folytán halhatatlanok.

## Időpontok és helyszínek
- 2009. ?

– Sioux Falls, Dél-Dakota
– Jamestown, Észak-Dakota
– Ilchester, Maryland

## Zenék
- Kansas – Carry On Wayward Son

## Külső hivatkozások
- Supernatural-Lucifer Rising az Internet Movie Database oldalon (angolul)